# Frestoy-Vaux
Frestoy-Vaux – miejscowość i gmina we Francji, w regionie Hauts-de-France, w departamencie Oise.
Według danych na rok 1990 gminę zamieszkiwało 209 osób, a gęstość zaludnienia wynosiła 24 osoby/km² (wśród 2293 gmin Pikardii Frestoy-Vaux plasuje się na 789. miejscu pod względem liczby ludności, natomiast pod względem powierzchni na miejscu 552.).